# Walter Kannemann
Walter Kannemann (Concepción del Uruguay, Entre Ríos, Argentina, 14 de marzo de 1991) es un futbolista argentino juega como defensa central en Grêmio de Porto Alegre del Serie A de Brasil. Fue internacional con la selección de Argentina.

## Trayectoria

### Comienzos e Inferiores
Kannemann se crio la mayor parte de su infancia y toda su adolescencia en Ciudad Evita (La Matanza, Provincia de Buenos Aires). Forma parte de San Lorenzo desde los 8 años, cuando asistía a los torneos infantiles y al fútbol recreativo del club. A los 14 años comenzó a formar parte de las divisiones inferiores, llegando a consolidarse en la cuarta división en el año 2008. Con la llegada del Cholo Simeone a la dirección técnica de San Lorenzo en el año 2009, las divisiones inferiores del ciclón retomaron vida. Fue así como comenzaron a aparecer diferentes juveniles en algunos partidos de primera.

### San Lorenzo de Almagro
Kannemann tuvo su primera oportunidad un 20 de marzo de 2010 (fecha 10 del Clausura 2010), cuando debutó en Primera División en el empate 2 a 2 ante Colón, en el estadio Nuevo Gasómetro. A pesar de que su actuación no fue mala, Walter fue relegado al banco de suplentes durante algunas fechas y finalmente concluyó el año jugando en el equipo de reserva.
El año 2011 lo encontró de igual forma, jugando durante todo un semestre en reserva, integrando el banco de suplentes de primera solo en pocas ocasiones.
Finalmente en 2012, en el año más complicado respecto a la situación del descenso para el club, Kannemann iba a retornar a la alineación titular de San Lorenzo tras más de un año de haber debutado en primera división. En la fecha 12 del Clausura 2012, jugaría los 90 minutos frente a Arsenal de Sarandí, en el triunfo del ciclón por 2 a 0. Sería suplente en los cuatro partidos siguientes y finalmente (tras la lesión de José Luis Palomino), Walter formaría parte del 11 inicial en el épico partido entre San Lorenzo y Newell´s (los rosarinos ganaban 2 a 0 y condenaban a los azulgranas a jugar la promoción, pero San Lorenzo lo dio vuelta y ganó por 3 a 2 en el último minuto). Jugó de titular también frente a Tigre en Victoria, siendo derrota de San Lorenzo por 3 a 1.

#### Partido frente a San Martín de San Juan
Walter Kannemann iba a tener el primer gran reto de su carrera, formando parte del equipo que enfrentaría a San Martín de San Juan en la última fecha del campeonato. Si San Lorenzo perdía o empataba, descendería a la Segunda División. En caso de ganar, San Lorenzo necesitaba que Colón le ganara a Banfield para poder jugar la Promoción. Bajo este panorama, San Lorenzo jugaba ese 24 de junio de 2012. Para empeorar la cuestión, a los 20 minutos del primer tiempo, San Martín de San Juan convertía el primer gol del partido y desataba momentos de nerviosismo en las tribunas del local. Unos minutos después llegaría el empate a través de Carlos Bueno tras chocar con el arquero y definir con el arco libre. San Lorenzo necesitaba de un gol más para salvarse del descenso y poder acceder al partido de Promoción ya que Banfield caía derrotado por 3 a 0.
A los 10 minutos del Segundo Tiempo, tras un tiro de esquina de Leandro Romagnoli, Walter Kannemann iba a marcar el segundo gol del partido (su primer gol en Primera), tras cabecear solo en el área de San Martín. De esta forma, le daba a San Lorenzo el triunfo parcial y la posibilidad de evitar el descenso directo. Finalmente el ciclón ganaría 3 a 1 y luego conseguiría un triunfo en la promoción logrando así el objetivo de quedarse en la máxima categoría.

#### Después de la promoción
Su gran rendimiento en los partidos finales del Clausura 2012 y de los partidos de la promoción, le dieron a Kannemann mayores oportunidades en el equipo principal.
En la segunda fecha del Torneo Inicial 2012, en un partido frente a Belgrano de Córdoba, ingresaría como suplente en lugar de Luis Aguiar. Volvería a formar parte de los 11 titulares en el partido frente a Estudiantes de La Plata (caída 1 a 0 de San Lorenzo) y en la fecha siguiente frente a River Plate en un empate 0 a 0 en el Monumental. Jugaría su segundo clásico consecutivo en la derrota frente a Racing, en un partido donde toda la línea defensiva tuvo una mala actuación. Su cuarto partido como titular sería frente a Arsenal, partido que terminó igualado 0 a 0. Finalmente, Walter marcaría su segundo gol en primera división en la victoria de San Lorenzo 4 a 0 contra All Boys, tras un excelente cabezazo luego de un tiro de esquina de Luis Aguiar. Tras ese triunfo, el conjunto de Boedo agarraría una senda de 7 partidos consecutivos sin derrotas, formando Kannemann parte del mismo frente a Unión de Santa Fe (2-2), Atlético Rafaela (1-0), Argentinos Juniors (2-1) y el Club Atlético Lanús (1-0).

#### Consagración en San Lorenzo
El comienzo del Torneo Final 2013 trajo nuevas oportunidades para Kannemann, quién ingresaría en el primer partido del campeonato frente a San Martín de San Juan, en lugar del lesionado Germán Voboril. Lo mismo ocurriría en la sexta fecha del torneo, donde ingresaría en lugar de Alan Ruiz, para cerrar la defensa en un partido que San Lorenzo ganó por 1 a 0 frente a Colón. En la fecha siguiente sería titular frente a Newell´s, y finalmente se ganaría un lugar en el equipo con grandes actuaciones en los partidos frente a Arsenal de Sarandí (triunfo por 3 a 1) y frente a Godoy Cruz de Mendoza, donde marcaría el gol del empate (y su tercer gol en primera) tras un pase de Ángel Correa a 5 minutos del final.
En el Torneo Inicial 2013, Walter, consigue su primer título en el club. Durante todo el torneo tuvo grandes actuaciones, fue figura en el consagratorio empate contra Vélez Sarsfield. Disputó 12 de los 19 partidos del campeonato.
Para el Torneo Final 2014 y con Edgardo Bauza como nuevo director técnico, Kannemann no tendría la posibilidad de destacarse como lo venía haciendo y perdió su puesto en manos de Emmanuel Mas. Sin embargo, volvió a recuperar su titularidad en una nueva posición, dejando la banda izquierda para pasar a jugar de central. En su última etapa en San Lorenzo ganó la Copa Libertadores 2014 y jugó el Mundial de Clubes en Marruecos, donde el equipo quedó en segundo puesto tras haber perdido la final con Real Madrid por 2-0.

### Atlas de Guadalajara
Tras el Mundial de Clubes se anuncia la llegada de Kannemann al Rojinegro para enfrentar el Clausura 2015 y la Copa Bridgestone Libertadores de América 2015. Había una gran expectativa por el debut del "Vikingo" en Atlas ya que tras la salida del Capitán Leandro Cufré se sentía un gran hueco en la defensa. Su debut fue frente al Morelia por la jornada 2 del torneo. En su debut en el terreno también lo fue en las redes ya que marcó el gol del empate (1-1) el cual se convertiría en remontada y Atlas saldría con sus primeros 3 puntos del torneo. Poco a poco se ha ganado el cariño de "La Fiel", como se le conoce a la afición del Atlas, en donde gracias a su entrega y presencia en la cancha han dejado una buena impresión del central en todo el público mexicano y se ha convertido en pocos partidos en un referente en la zaga del equipo.
Su debut por Copa Libertadores en el equipo rojinegro fue el 17 de febrero, en la primera fecha, en el partido entre los Atlas e Independiente Santa Fe de Bogotá.
Jugaría los dos partidos siguientes de la primera ronda, enfrentando a Atlético Mineiro (victoria como visitante de Atlas) y a Colo Colo (derrota por 0-2) respectivamente. En el encuentro ante los chilenos, Kannemann sería expulsado por doble amonestación y se perdería la siguiente fecha de la fase de grupos. En la quinta fecha volvería a ser de la partida en el triunfo como local ante Atlético Mineiro, jugando un destacado partido.
En el último partido de la zona de grupos, Atlas debía derrotar por 2 goles de diferencia o más a Independiente Santa Fe de Bogotá en Colombia para poder clasificarse a octavos de final. Si bien el conjunto mexicano cayó derrotado por 3-1, cabe resaltar que Kannemann convirtió su primer gol en la Copa Libertadores al estampar el provisorio 2 a 1.

### Grêmio Foot-Ball Porto Alegrense

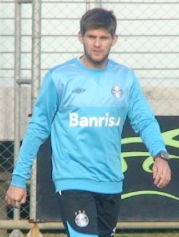
Kannemann durante un entrenamiento con el Grêmio.

Kannemann fue separado del plantel de Atlas por decisiones propias del futbolista. en junio del 2016 es trasferido al club Grêmio de Brasil.
Con el club brasileño disputó la Copa Libertadores en 2017, en donde se afianzó como segundo central titular. Finalmente, tras vencer en semifinales al Barcelona de Ecuador, el Grêmio juega la final enfrentando al Club Atlético Lanús. Kannemann disputó el partido de ida, que finalizó con la victoria de Grêmio por 1-0. En el partido de vuelta, Kannemann no pudo jugar, debido a una suspensión. Sin embargo, el Grêmio se consagró campeón de la Copa Libertadores 2017, tras vencer 2-1 en el partido de vuelta.
El 21 de febrero de 2018, Kannemann disputa como titular con el Grêmio la Recopa Sudamericana 2018, enfrentando al Club Atlético Independiente, ganador de la Copa Sudamericana 2017. Luego de empatar 1-1 y 0-0 en los partidos de ida y vuelta respectivamente, el ganador se definió por penales, finalizando la serie 5-4 a favor de Grêmio.

## Estadísticas

### Clubes
Actualizado hasta su último partido disputado el 4 de octubre de 2024.
| Club                        | Div.          | Temporada     | Liga  | Liga  | Liga   | Estatales | Estatales | Estatales | Copas nacionales | Copas nacionales | Copas nacionales | Torneos internacionales | Torneos internacionales | Torneos internacionales | Total | Total | Total  |
| Club                        | Div.          | Temporada     | Part. | Goles | Asist. | Part.     | Goles     | Asist.    | Part.            | Goles            | Asist.           | Part.                   | Goles                   | Asist.                  | Part. | Goles | Asist. |
| --------------------------- | ------------- | ------------- | ----- | ----- | ------ | --------- | --------- | --------- | ---------------- | ---------------- | ---------------- | ----------------------- | ----------------------- | ----------------------- | ----- | ----- | ------ |
| C. A. San Lorenzo Argentina | 1.ª           | 2009-10       | 1     | 0     | 0      | —         | —         | —         | —                | —                | —                | —                       | —                       | —                       | 1     | 0     | 0      |
| C. A. San Lorenzo Argentina | 1.ª           | 2010-11       | —     | —     | —      | —         | —         | —         | —                | —                | —                | —                       | —                       | —                       | 0     | 0     | 0      |
| C. A. San Lorenzo Argentina | 1.ª           | 2011-12       | 6     | 1     | 0      | —         | —         | —         | 1                | 0                | 0                | —                       | —                       | —                       | 7     | 1     | 0      |
| C. A. San Lorenzo Argentina | 1.ª           | 2012-13       | 24    | 2     | 0      | —         | —         | —         | 2                | 0                | 0                | —                       | —                       | —                       | 26    | 2     | 0      |
| C. A. San Lorenzo Argentina | 1.ª           | 2013-14       | 24    | 1     | 0      | —         | —         | —         | —                | —                | —                | 4                       | 0                       | 0                       | 30    | 1     | 0      |
| C. A. San Lorenzo Argentina | 1.ª           | 2014          | 18    | 0     | 0      | —         | —         | —         | 2                | 0                | 0                | 4                       | 0                       | 0                       | 20    | 0     | 0      |
| C. A. San Lorenzo Argentina | Total club    | Total club    | 73    | 4     | 0      | 0         | 0         | 0         | 5                | 0                | 0                | 8                       | 0                       | 0                       | 86    | 4     | 0      |
| Atlas F. C. · México        | 1.ª           | C-2015        | 15    | 1     | 0      | —         | —         | —         | —                | —                | —                | 5                       | 1                       | 0                       | 20    | 2     | 0      |
| Atlas F. C. · México        | 1.ª           | 2015-16       | 23    | 0     | 0      | —         | —         | —         | 5                | 0                | 1                | —                       | —                       | —                       | 28    | 0     | 1      |
| Atlas F. C. · México        | Total club    | Total club    | 38    | 1     | 0      | 0         | 0         | 0         | 5                | 0                | 1                | 5                       | 1                       | 0                       | 48    | 2     | 1      |
| Grêmio F. P. A · Brasil     | 1.ª           | 2016          | 13    | 0     | 0      | —         | —         | —         | 8                | 0                | 0                | —                       | —                       | —                       | 21    | 0     | 0      |
| Grêmio F. P. A · Brasil     | 1.ª           | 2017          | 23    | 1     | 0      | 13        | 0         | 0         | 6                | 1                | 1                | 14                      | 0                       | 1                       | 56    | 2     | 2      |
| Grêmio F. P. A · Brasil     | 1.ª           | 2018          | 18    | 0     | 0      | 10        | 0         | 0         | 3                | 0                | 0                | 13                      | 1                       | 0                       | 44    | 1     | 0      |
| Grêmio F. P. A · Brasil     | 1.ª           | 2019          | 17    | 1     | 0      | 8         | 0         | 0         | 4                | 0                | 0                | 12                      | 0                       | 1                       | 41    | 1     | 1      |
| Grêmio F. P. A · Brasil     | 1.ª           | 2020          | 16    | 0     | 0      | 9         | 0         | 0         | 6                | 0                | 0                | 3                       | 0                       | 0                       | 34    | 0     | 0      |
| Grêmio F. P. A · Brasil     | 1.ª           | 2021          | 21    | 0     | 0      | —         | —         | —         | 4                | 0                | 0                | 3                       | 0                       | 0                       | 28    | 0     | 0      |
| Grêmio F. P. A · Brasil     | 2.ª           | 2022          | 8     | 0     | 0      | —         | —         | —         | —                | —                | —                | —                       | —                       | —                       | 8     | 0     | 0      |
| Grêmio F. P. A · Brasil     | 1.ª           | 2023          | 28    | 0     | 1      | 10        | 1         | 0         | 8                | 0                | 0                | —                       | —                       | —                       | 46    | 1     | 1      |
| Grêmio F. P. A · Brasil     | 1.ª           | 2024          | 13    | 0     | 2      | 11        | 0         | 1         | 2                | 0                | 0                | 5                       | 0                       | 0                       | 31    | 0     | 3      |
| Grêmio F. P. A · Brasil     | Total club    | Total club    | 157   | 2     | 3      | 61        | 1         | 1         | 41               | 1                | 1                | 50                      | 1                       | 2                       | 309   | 5     | 7      |
| Total carrera               | Total carrera | Total carrera | 268   | 7     | 3      | 61        | 1         | 1         | 51               | 1                | 2                | 63                      | 2                       | 2                       | 443   | 11    | 8      |
| 1. 2. 3. 4.                 |               |               |       |       |        |           |           |           |                  |                  |                  |                         |                         |                         |       |       |        |

## Palmarés

### Campeonatos estatales
| Título            | Club               | Estado             | Año  |
| ----------------- | ------------------ | ------------------ | ---- |
| Campeonato Gaúcho | Grêmio F. B. P. A. | Río Grande del Sur | 2018 |
| Recopa Gaúcha     | Grêmio F. B. P. A. | Río Grande del Sur | 2019 |
| Campeonato Gaúcho | Grêmio F. B. P. A. | Río Grande del Sur | 2019 |
| Campeonato Gaúcho | Grêmio F. B. P. A. | Río Grande del Sur | 2020 |
| Recopa Gaúcha     | Grêmio F. B. P. A. | Río Grande del Sur | 2021 |
| Campeonato Gaúcho | Grêmio F. B. P. A. | Río Grande del Sur | 2021 |
| Recopa Gaúcha     | Grêmio F. B. P. A. | Río Grande del Sur | 2022 |
| Campeonato Gaúcho | Grêmio F. B. P. A. | Río Grande del Sur | 2022 |
| Recopa Gaúcha     | Grêmio F. B. P. A. | Río Grande del Sur | 2023 |
| Campeonato Gaúcho | Grêmio F. B. P. A. | Río Grande del Sur | 2023 |
| Campeonato Gaúcho | Grêmio F. B. P. A. | Río Grande del Sur | 2024 |

### Campeonatos nacionales
| Título           | Club                   | País      | Año    |
| ---------------- | ---------------------- | --------- | ------ |
| Primera División | San Lorenzo de Almagro | Argentina | I-2013 |
| Copa de Brasil   | Grêmio F. B. P. A.     | Brasil    | 2016   |

### Campeonatos internacionales
| Título                       | Club                   | Sede         | Año  |
| ---------------------------- | ---------------------- | ------------ | ---- |
| Copa Libertadores de América | San Lorenzo de Almagro | Buenos Aires | 2014 |
| Copa Libertadores de América | Grêmio F. B. P. A.     | Lanús        | 2017 |
| Recopa Sudamericana          | Grêmio F. B. P. A.     | Porto Alegre | 2018 |

### Otros logros
| Título            | Club               | País   | Año  |
| ----------------- | ------------------ | ------ | ---- |
| Ascenso a Serie A | Grêmio F. B. P. A. | Brasil | 2022 |

### Distinciones individuales
| Distinción                           | Año  |
| ------------------------------------ | ---- |
| Equipo Ideal de la Copa Libertadores | 2018 |
| Parte del Equipo Ideal de América    | 2018 |